# 宝林寺 (群馬県千代田町)
宝林寺（寳林寺、ほうりんじ）は、群馬県邑楽郡千代田町にある黄檗宗の寺院である。山号は眞福山（しんぷくざん）。
徳川綱吉が城主であった館林城下に存在した幻の大寺院、萬徳山廣済寺の梵鐘が有名である（重要美術品、千代田町指定文化財）。
2023年1月30日、境内にある離れを活用し、全国でも珍しい寺泊施設「TEMPLESTAY ZENSŌ」を千代田町初の宿泊施設としてオープン。

## 歴史
開山の大拙祖能禅師（勅諡：廣圓明鑑禅師）は14歳で仏門に入り、比叡山・東福寺・天龍寺等に学び、1343年に元に渡り千巌元長禅師に就いて修行し、中峰明本禅師の法衣を賜り帰国した。1306年の草創で、後に遠州大守を開基として、寳林寺を開創。日本大拙派を築くに至った。1667年潮音道海禅師は中峰明本禅師の禅風を慕って進山し、中興となり館林宰相綱吉公の帰依を受け、直伝覚心居士・大機宗信居士を中興開基として黄檗宗の宗風を振って道俗教化に務め、北関東最初の道場とした。1690年堂宇は悉く竣工を遂げたが、1866年に至るまでに再三の火難に遭い、堂宇等は焼失。京都七条仏所二十六代仏師康祐法眼・富小路友学流初祖康倫の造仏や什物等は消失せずに今日に伝えられている。

## 文化財
- 梵鐘（町指定重要文化財、旧国重要美術品）
- 寳林寺黄檗宗彫像群 8躯（群馬県指定重要文化財） - 2022年（令和4年）3月18日指定[1]。
- 千代田町指定重要文化財
  - 潮音道海肖像画
  - 白衣観音図（滝見観音図）

### 梵鐘銘文
萬徳山鐘銘並引館林宰相公為檀主開萬徳山広済禅寺延潮音海知蔵安禅立僧作第一代之住持黒田信濃守泰岳居士発菩提心捐金鋳蒲牢以鎮山門庶晨昏叩撃洪音郎徹普被幽冥並及山川神祇鬼趣獲聞斬音頓脱辛楚之難而超浄域自古以来凡有寺宇莫不懸鐘置盤極施其大利也由是来請厥銘山僧喜其素為勝事及援筆而書日
大地為炉治須弥作炭塊鋳出妙洪音高懸碧落背撃叩声無虧円聞苦
有隊頓脱業撃塗超昇極楽円厥巧並海深其徳与天配永鎮比山門萬
石而長在吾説斬偈言流芳百億載玉葉及金枝昌昌無窮代　時在　　
寛文十年庚戌季春吉旦
臨済正伝第三十三世　黄檗木庵性瑫山僧謹書
鋳工　宇田川藤四郎藤原次重

## 行事
- 2月15日 涅槃会（ねはんえ）
- 4月3日 宗祖忌（しゅうそき）
- 5月8日 降誕会（ごうたんえ）
- 8月12日 施食会（せじきえ）
- 8月18日 施食会（せじきえ）
- 8月19日 開山忌（かいさんき）
- 8月24日 派祖忌（はそき）
- 10月5日 達磨忌（だるまき）
- 12月8日 成道会（じょうどうえ）
- 12月31日 除夜祭（じょやさい）

## 仏像
- 釈迦如来坐像
- 阿難尊者立像
- 迦葉尊者立像
- 布袋像
- 韋駄天像
- 緊那羅像
- 白衣観音像
- 達磨大師像
- 華光菩薩像
- 不動明王像
- 中興開山像

## 交通アクセス
- 東北自動車道館林ICから約30分
- 関越自動車道東松山ICから約60分
- 東武伊勢崎線川俣駅から車で約20分
- 東武小泉線東小泉駅から車で約10分